# Петров, Григорий Андреевич
Григорий Андреевич Петров (1765 — не ранее 1835) — первый директор училищ Воронежской губернии, директор Киевской гимназии.

## Биография
Происходил из дворян, родился в 1765 году и воспитывался в Петербурге в главном училище при Петропавловской Лютеранской церкви; будучи записан 30 апреля 1777 года капралом в лейб-гвардии Преображенском полку, 1 января 1789 года был выпущен поручиком в Новгородский мушкетёрский полк, в 1790 году перешёл в корпус стрелков и 21 сентября 1792 года получил чин капитана в Тульском пехотном полку. В 1793 году был назначен старшим адъютантом в штаб генерала Леванидова, а 29 октября 1796 года вышел в отставку премьер-майором.
В том же году, 1 декабря, был назначен директором училищ Воронежской губернии и в этой должности оставался до 1820 года. Был членом воронежского литературного кружка. При нём была открыта в 1809 году Воронежская мужская гимназия, директором которой он также состоял.
В 1819—1835 гг. — директор Киевской гимназии.
Его сын, Александр (1802—1887), также некоторое время был директором Киевской гимназии, затем — Ришельевского лицея. Позже был цензором в Москве и Санкт-Петербурге и получил чин тайного советника.